# Delftia acidovorans
Delftia acidovorans es una especie de  bacteria gramnegativa del género Delftia. Fue descrita en el año 1999. Su etimología hace referencia a descomposición de ácido. Anteriormente conocida como Pseudomonas acidovorans y Comamonas acidovorans. Es aerobia y móvil por flagelos polares, entre 1 y 5. Tiene un tamaño de 0,4-0,8 μm de ancho por 2,5-4,1 μm de largo. Crece individual o en parejas. Catalasa y oxidasa positivas. Temperatura óptima de crecimiento de 30 °C. La cepa original se aisló de suelos en el año 1926. También se encuentra en sedimentos, lodos, agua, en la rizosfera de plantas y muestras clínicas humanas.

## Infecciones en humanos
Puede causar infecciones humanas, aunque es un microorganismo raro. Se han descrito casos de endocarditis, otitis, peritonitis, infecciones del tracto urinario, infecciones por catéter, endoftalmitis, neumonía, empiema. La mayoría de pacientes que presentan infección por D. acidovorans tienen enfermedades de base, y se calcula una mortalidad de un 25% durante el primer año tras la infección. Aun así, también puede afectar pacientes inmunocompetentes. Suele ser sensible a los antibióticos: cefalosporinas, piperaciclina, trimetoprim, fluoroquinolonas y tetraciclinas. Por el contrario, suele ser resistente a aminoglucósidos.

## Implicación en el ambiente
D. acidovorans tiene capacidad de formar biofilms, y se estudia para la biomineralización de iones de oro en el ambiente. Además, tiene actividad promotora del crecimiento en plantas, encontrándose en la rizosfera, así como actividad contra los nematodos. También se estudia su papel en biorremediación mediante la degradación de compuestos contaminantes como el dodecilsulfato o propionato.